# Stephen Jackson (piragüista)
Stephen Jackson (Dublín, 18 de septiembre de 1956) es un deportista británico que compitió en piragüismo en la modalidad de aguas tranquilas. Ganó dos medallas en el Campeonato Mundial de Piragüismo en los años 1981 y 1983.
Participó en los Juegos Olímpicos de Los Ángeles 1984, donde finalizó octavo en la prueba de K1 1000 m.

## Palmarés internacional
| Campeonato Mundial | Campeonato Mundial       | Campeonato Mundial | Campeonato Mundial |
| Año                | Lugar                    | Medalla            | Evento             |
| ------------------ | ------------------------ | ------------------ | ------------------ |
| 1981               | Nottingham (Reino Unido) | Medalla de bronce  | K4 10 000 m        |
| 1983               | Tampere (Finlandia)      | Medalla de oro     | K2 10 000 m        |